# Castle Story
Castle Story ist ein voxelbasiertes Echtzeit-Strategiespiel, das vom kanadischen Entwicklerstudio Sauropod Studio entwickelt wurde.

## Spielprinzip und Technik
In Castle Story hat der Spieler die Kontrolle über „Bricktrons“ genannte Arbeiter. Sie sammeln Ressourcen, bauen Burgen und bekämpfen Feinde für ihn. Das Ziel ist es eine Burg zu errichten, die allen Angriffen durch Kreaturen und Gegenspieler standhalten kann. Der Schauplatz sind große schwebende Inseln. Die Spiel-Engine Unity beinhaltet eine Physik-Engine, die eine komplett animierte Zerstörung ermöglicht.

## Entwicklung
Im Dezember 2011 wurde von Sauropod Studio ein elf Minuten langes Demonstrationsvideo veröffentlicht. Das Video zeigt die grundlegende Spielengine hinter dem Spiel und die gelben „Bricktrons“ beim Abbau und Burgenbau. Am Ende des Videos wird das Zerstören einer Burg gezeigt. Im Januar 2012 wurde auf der IGDA Montréal DemoNight ein Spieldemo von Castle Story gezeigt.
Im Juli 2012 begann Sauropod, mit Hilfe einer Crowdfunding-Kampagne auf der Plattform Kickstarter Geld für die weitere Entwicklung von Castle Story zu sammeln. Innerhalb der ersten fünf Stunden wurde das Ziel von 80.000 US-Dollar erreicht. Letztlich konnte Sauropod Studio 702.516 US-Dollar auf Kickstarter einnehmen und übertraf damit das eigentliche Ziel um fast 900 %.
Im Oktober 2012 wurde der Prototyp veröffentlicht. Er beinhaltete nur die grundlegende Spielmechanik, die laut Entwickler noch einige Fehler beinhaltete. Im September 2013 wurde das Spiel als Early-Access-Version über Steam veröffentlicht. Danach war es eine Zeit lang ziemlich ruhig um das Spiel. Im Dezember 2016 wurde Version 0.8 veröffentlicht, die finale Version folgte im August 2017.

## Rezeption
In einem Test des Spiels für das Spielemagazin CGM beschreibt Jesse Cabral Castle Story als Kreuzung aus einem Echtzeit-Strategiespiel und dem Sandbox-Spiel Minecraft. Er lobt die verspielte Aufmachung und ein Spielprinzip, das ihn an das Spielen mit Blöcken und Actionfiguren als Kind erinnere. Bemängelt wird dagegen das Fehlen einer Einführung in die Bedienung und sämtlicher Hintergrundgeschichte. Auch fehle es dem Spiel an Aspekten zur Langzeitmotivation. Während Castle Story keine Genre-Revolution darstelle, sei es durchaus in der Lage, für einige Stunden zu unterhalten.